# Benoît Pelletier-Volméranges
Benoît Pelletier-Volméranges (Orléans, 8 avril 1756 - Paris, 24 février 1824) est un auteur dramatique français.

## Biographie
Professeur de déclamation, ses pièces ont été représentées sur les plus grandes scènes parisiennes des XVIIIe – XIXe siècles : Théâtre de la Porte-Saint-Martin, Théâtre de l'Odéon, etc.

## Œuvres
- Le Devoir et la nature ou le Conseil de guerre, drame en cinq actes, 1798
- Clémence et Waldémar, ou le Peintre par amour, comédie en trois actes, 1803
- Le Mariage du capucin, comédie en trois actes, en prose, 1803
- Le Fils abandonné, drame en trois actes, en prose, 1803
- Paméla mariée, ou le Triomphe des épouses, drame en trois actes, en prose, avec Michel de Cubières-Palmézeaux, 1804
- Les Frères à l'épreuve, drame en trois actes, 1806
- Les Deux Francs-maçons, ou les Coups du hasard, fait historique en trois actes et en prose, 1808
- La Servante de qualité, drame en trois actes et en prose, 1810